# Мартинец, Патрик
Патрик Мартинец (чеш. Patrik Martinec; 4 сентября 1971, Йилемнице, Чехословакия) — бывший чешский хоккеист, игравший на позиции центрального нападающего. Воспитанник хоккейного клуба «Пардубице». Выступал за сборную Чехии. Занимал должность спортивный менеджер пражской «Спарты».

## Биография

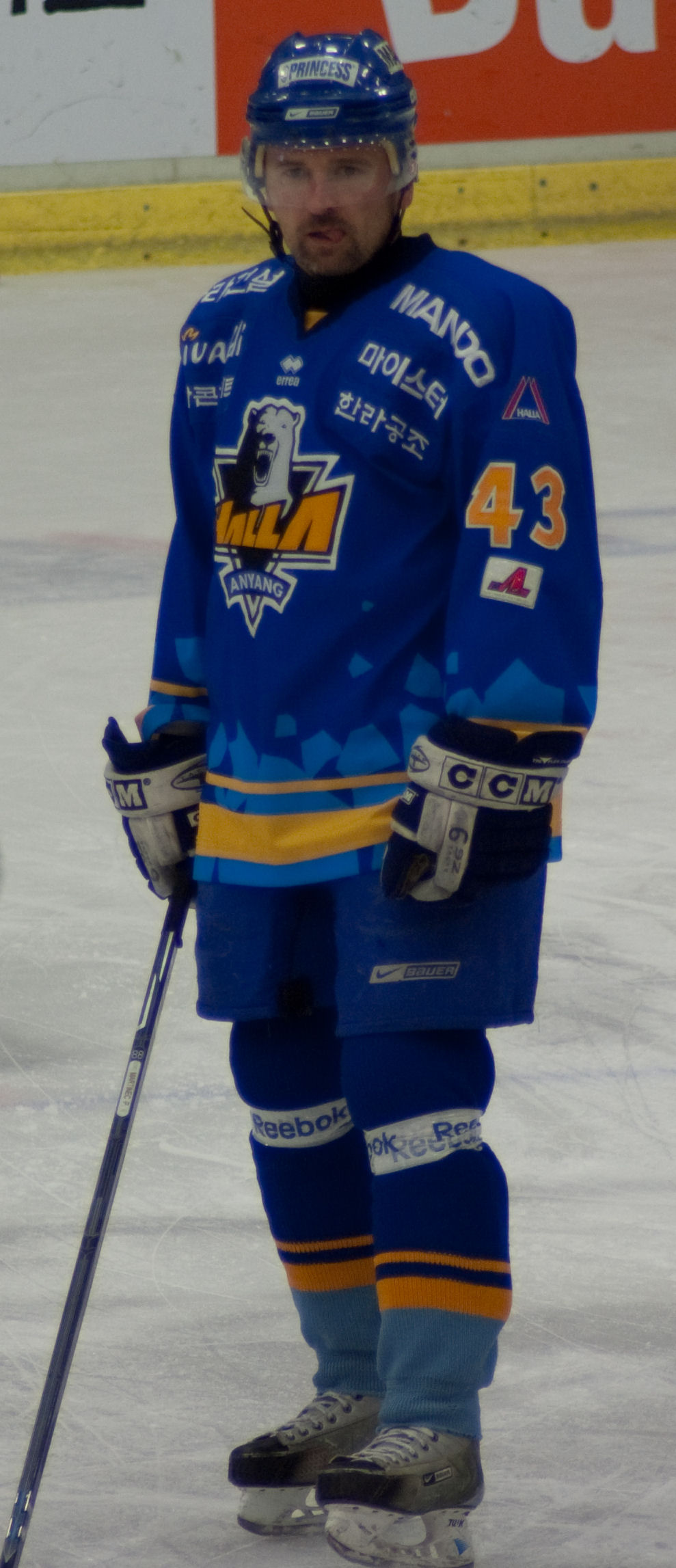
Патрик Мартинец в составе «Анян Халла»

Профессиональную карьеру хоккеиста Патрик Мартинец начал в хоккейном клубе «Градец Кралове» в 1990 году. В Экстралиге дебютировал за команду «Пардубице». В 1994 году, когда «Градец Кралове» поднялся в Экстралигу, вернулся в клуб. В следующем году перешёл в «Спарту», в составе которой стал чемпионом Чехии. В 2001 году перешёл в «Ак Барс», однако спустя год вернулся в Чехию. До 2005 года выступает в «Славии», в 2006 выступает за «Литвинов». Спустя год Патрик перешёл в клуб Азиатской хоккейной лиги «Анян Халла». В составе южнокорейской команды провел 6 лет. Завершил карьеру в возрасте 38 лет. 18 июня 2010 года был назначен помощником главного тренера «Анян Халла». В 2012 году работал помощником тренера «Спарты», а в следующем году стал спортивным менеджером клуба.